# Battalion 1944
Battalion 1944 ist ein Mehrspieler-Ego-Shooter von Square Enix, der im Zweiten Weltkrieg angesiedelt ist und am 1. Februar 2018 für Microsoft Windows veröffentlicht wurde.

## Spielprinzip
Battalion 1944 ist ein klassischer Wettkampf-Shooter, der im Jahr 1944 im Zweiten Weltkrieg angesiedelt ist und über teambasierte Ranglisten-Statistiken und kompetitives Matchmaking verfügt.
Das Spiel läuft auf dedizierten Servern und soll zukünftig Spielen über LAN unterstützen. Als Anti-Cheat-Mechanismus fungiert Easy Anti Cheat (EAC). Zurzeit sind die Spielmodi Wartide (zwei Teams mit je fünf Personen; zwei Ziele, die es zu verteidigen oder zu zerstören gilt), Capture the Flag, Domination und Team Deathmatch verfügbar.

## Entwicklung und Veröffentlichung
Erstmals wurde das Spiel am 3. Februar 2016 im Rahmen einer Kickstarter-Kampagne angekündigt. Das Spiel wurde von Bulkhead Interactive in der Unreal Engine 4 entwickelt und ist damit eines der ersten Titel des Studios, welches sich aus Deco Digital und Bevel Studios zusammenschloss. Bereits nach drei Tagen wurde beim Crowdfunding die benötigte Finanzsumme zur Weiterentwicklung des Projekts gesammelt. Am 1. Februar 2018 wurde das Spiel erstmals im Rahmen von Steams Early-Access-Programm veröffentlicht. Diese Phase soll ungefähr ein Jahr dauern. Kickstarter-Unterstützer sollen kosmetische Vorteile wie Lootboxen erhalten. Außerdem sollen sämtliche DLC-Pakete kostenlos zur Verfügung gestellt werden. Das Geld soll für die Entwicklung des Spiels und die Finanzierung von eSport-Turnieren genutzt werden. Das Spiel soll laut offizieller Mitteilung am 23. Mai 2019 den Early-Access-Status verlassen. Die Modtools wurden am 10. Mai 2019 veröffentlicht.

## Rezeption
Das Spiel wird von der Presse mit den alten Teilen der Call-of-Duty-Reihe und vergleichbaren Spielen aus den Ende der 1990er und Anfang der 2000er Jahre („Old school-Shooter“) verglichen und scheint sich zu einem neuen Titel im Bereich E-Sport und damit als Alternative zu Spielen wie Counter-Strike: Global Offensive zu entwickeln. Gelobt wird außerdem das einfache Spielprinzip mit Fokus auf E-Sport, die Anpassungsmöglichkeiten, die Steuerung und die Grafik. Kritisiert werden allerdings auch viele Kinderkrankheiten und noch nicht fertig entwickelte Konzepte, mangelnde Innovation im Genre, wenig weitere Inhalte außer dem Wettkampf und das Verwenden von Lootboxen.